# Campeonato Mineiro de Futebol de 2024 - Segunda Divisão
O Campeonato Mineiro de Futebol de 2024 - Segunda Divisão será a 40ª edição do campeonato estadual de Minas Gerais equivalente à terceira divisão. O torneio irá contar com a participação de 18 equipes, uma a mais do que a edição anterior. Será realizada a partir de 31 de agosto até 30 de novembro. 

## Regulamento
O Campeonato foi disputado em três fases: Fase Classificatória, Quartas-de-final, Semifinal e Final. 

### Fase Classificatória
Os 18 clubes foram divididos em três grupos (A, B e C), tendo os seis equipes cada. Nesta fase as equipes se enfrentaram, dentro de seu grupo, em confrontos de ida e volta (turno e returno), classificando-se para a fase seguinte as 02 (duas) equipes melhores colocadas em cada um dos grupos ao final do returno, além das duas melhores equipes terceiras colocadas.
Em caso de empate em pontos ganhos entre dois ou mais clubes ao final da Fase Classificatória, o desempate, para efeito de classificação, observará os critérios abaixo:
a) maior número de vitórias; 
 b) maior saldo de gols; 
 c) maior número de gols pró; 
 d) confronto direto; 
 e) menor número de cartões vermelhos recebidos; 
 f) menor número de cartões amarelos recebidos; 
 g) sorteio público na FMF. 

### Quartas de Final
As equipes classificadas serão distribuidas em quatro grupos de dois clubes cada. Os clubes jogarão duas vezes dentro de seus respectivos grupos (ida e volta), cada um exercendo seu mando, da seguinte forma:
| Grupo | Ida                                     | Volta                                   |
| ----- | --------------------------------------- | --------------------------------------- |
| E     | 8ª Melhor Campanha x 1ª Melhor Campanha | 1ª Melhor Campanha x 8ª Melhor Campanha |
| F     | 7ª Melhor Campanha x 2ª Melhor Campanha | 2ª Melhor Campanha x 7ª Melhor Campanha |
| G     | 6ª Melhor Campanha x 3ª Melhor Campanha | 3ª Melhor Campanha x 6ª Melhor Campanha |
| H     | 5ª Melhor Campanha x 4ª Melhor Campanha | 4ª Melhor Campanha x 5ª Melhor Campanha |

Caso, no placar agregado, a partida termine empatada, o desempate será por disputa de pênaltis. 

### Semifinal
As equipes classificadas, foram distribuídas  em dois grupos de dois clubes cada. Os clubes jogarão duas vezes dentro de seus respectivos grupos (ida e volta), cada um exercendo seu mando, da seguinte forma:
| Grupo | Ida                                     | Volta                                   |
| ----- | --------------------------------------- | --------------------------------------- |
| I     | 4ª Melhor Campanha x 1ª Melhor Campanha | 1ª Melhor Campanha x 4ª Melhor Campanha |
| J     | 3ª Melhor Campanha x 2ª Melhor Campanha | 2ª Melhor Campanha x 3ª Melhor Campanha |

Caso, no placar agregado, a partida termine empatada, o desempate será por disputa de pênaltis. 

### Final
As equipes classificadas, foram distribuídas  em um grupo de dois clubes cada. Os clubes jogarão duas vezes dentro de seus respectivos grupos (ida e volta), cada um exercendo seu mando, da seguinte forma:
| Grupo | Ida                                     | Volta                                   |
| ----- | --------------------------------------- | --------------------------------------- |
| I     | 2ª Melhor Campanha x 1ª Melhor Campanha | 1ª Melhor Campanha x 2ª Melhor Campanha |

Caso, no placar agregado, a partida termine empatada, o desempate será por disputa de pênaltis. 

## Participantes
As seguintes 18 equipes participarão do campeonato:
| Equipe                                       | Cidade             | Em 2023        | Estádio                    | Capacidade   | Títulos (Último)   |
| -------------------------------------------- | ------------------ | -------------- | -------------------------- | ------------ | ------------------ |
| América Futebol Clube                        | Teófilo Otoni      | 3º             | Nassri Mattar              | 3.970        | 0 (não possui)     |
| Araxá Esporte Clube                          | Araxá              | 7º             | Fausto Alvim               | 5.500        | 2 (último em 2011) |
| Araguari Atlético Clube                      | Araguari           | Não Participou | Vasconcelos Montes         | 6.000        | 0 (não possui)     |
| Atlético Clube Três Corações                 | Três Corações      | 14º            | Rei Pelé                   | 2.500        | 0 (não possui)     |
| Boston City Futebol Clube Brasil             | Manhuaçu           | 16º            | JK                         | 5.000        | 0 (não possui)     |
| Coimbra Sports                               | Contagem           | 6º             | Flávio Guimarães           | 1.000        | 1 (2018)           |
| Contagem Esporte Clube                       | Contagem           | 5º             | Gregorão                   | 4.000        | 0 (não possui)     |
| Esporte Social Uberlândia (ESSUBE)           | Uberlândia         | Não Participou | Parque do Sabiá            | 53.350       | 0 (não possui)     |
| Guarani Esporte Clube                        | Divinópolis        | 4º             | Farião                     | 4.181        | 0 (não possui)     |
| Associação Desportiva Internacional de Minas | Itaúna             | 9º             | CE Universidade de Itaúna  | Desconhecido | 0 (não possui)     |
| Nacional Futebol Clube                       | Uberaba            | 12 º           | Uberabão                   | 15.306       | 1 (2013)           |
| Novo Esporte Clube Ipatinga                  | Ipatinga           | Não Participou | Ipatingão                  | 22.500       | 0 (não possui)     |
| Associação Esportiva Paracatu                | Paracatu           | 10º            | Frei Norberto              | 12.000       | 0 (não possui)     |
| Poços de Caldas Futebol Clube                | Poços de Caldas    | 8º             | Ronaldão                   | 7.600        | 0 (não possui)     |
| Social Futebol Clube                         | Coronel Fabriciano | Não Participou | Estádio Louis Ensch        | 2.290        | 1 (1995)           |
| Tupynambás Futebol Clube                     | Juiz de Fora       | 12º (II)       | Radialista Mário Helênio   | 31.864       | 1 (2016)           |
| Uberaba Sport Club                           | Uberaba            | Não Participou | Uberabão                   | 15.306       | 2 (último em 2021) |
| Esporte Clube Villa Real                     | Machado            | 13º            | Estádio Walter Mattos Reis | 3.000        | 0 (não possui)     |

## Fase Classificatória

### Grupo A
| Pos | Equipe                   | Pts | J | V | E | D | GP | GC | SG  | Classificado                           |     | COI | CON | ATO | BOS | SOC |
| --- | ------------------------ | --- | - | - | - | - | -- | -- | --- | -------------------------------------- | --- | --- | --- | --- | --- | --- |
| 1   | Coimbra                  | 20  | 8 | 6 | 2 | 0 | 21 | 7  | +14 | Classificados para as Quartas de Final |     | —   | 0–0 | 1–0 | 6–1 | 5–2 |
| 2   | Contagem                 | 15  | 8 | 4 | 3 | 1 | 14 | 6  | +8  | Classificados para as Quartas de Final |     | 2–3 | —   | 2–2 | 5–0 | 1–1 |
| 3   | América de Teófilo Otoni | 13  | 8 | 4 | 1 | 3 | 9  | 6  | +3  | Índice Técnico                         |     | 0–2 | 0–1 | —   | 2–0 | 2–0 |
| 4   | Boston City              | 5   | 8 | 1 | 2 | 5 | 5  | 18 | −13 |                                        |     | 2–2 | 0–1 | 0–2 | —   | 2–0 |
| 5   | Social                   | 2   | 8 | 0 | 2 | 6 | 3  | 15 | −12 |                                        | 0–2 | 0–2 | 0–1 | 0–0 | —   |     |

### Grupo B
| Pos | Equipe                 | Pts | J  | V | E | D | GP | GC | SG  | Classificado                           |     | GUA | TPY | IMI | VLR | PCA | ATC |
| --- | ---------------------- | --- | -- | - | - | - | -- | -- | --- | -------------------------------------- | --- | --- | --- | --- | --- | --- | --- |
| 1   | Guarani-MG             | 27  | 10 | 9 | 0 | 1 | 21 | 4  | +17 | Classificados para as Quartas de Final |     | —   | 1–0 | 1–0 | 4–0 | 3–0 | 2–0 |
| 2   | Tupynambás             | 21  | 10 | 7 | 0 | 3 | 29 | 8  | +21 | Classificados para as Quartas de Final |     | 2–0 | —   | 0–1 | 6–0 | 3–2 | 8–0 |
| 3   | Inter de Minas         | 15  | 10 | 4 | 3 | 3 | 19 | 17 | +2  | Índice Técnico                         |     | 1–3 | 1–3 | —   | 3–2 | 3–3 | 3–2 |
| 4   | Villa Real             | 10  | 10 | 3 | 1 | 6 | 13 | 25 | −12 |                                        |     | 1–2 | 0–4 | 1–1 | —   | 2–0 | 2–0 |
| 5   | Poços de Caldas        | 8   | 10 | 2 | 2 | 6 | 12 | 20 | −8  |                                        | 0–2 | 1–2 | 1–1 | 0–4 | —   | 3–0 |     |
| 6   | Atlético Três Corações | 6   | 10 | 2 | 0 | 8 | 10 | 30 | −20 |                                        | 0–3 | 2–1 | 1–5 | 5–1 | 0–2 | —   |     |

### Grupo C
| Pos | Equipe              | Pts | J | V | E | D | GP | GC | SG  | Classificado                           |     | ESU | UBE | PAR | NAC | ARA |
| --- | ------------------- | --- | - | - | - | - | -- | -- | --- | -------------------------------------- | --- | --- | --- | --- | --- | --- |
| 1   | ESSUBE              | 16  | 8 | 5 | 1 | 2 | 20 | 10 | +10 | Classificados para as Quartas de Final |     | —   | 3–1 | 1–0 | 4–3 | 2–0 |
| 2   | Uberaba             | 16  | 8 | 5 | 1 | 2 | 18 | 11 | +7  | Classificados para as Quartas de Final |     | 3–2 | —   | 0–0 | 3–1 | 2–1 |
| 3   | Paracatu            | 14  | 8 | 4 | 2 | 2 | 18 | 6  | +12 | Índice Técnico                         |     | 1–1 | 1–2 | —   | 3–0 | 5–0 |
| 4   | Nacional de Uberaba | 12  | 8 | 4 | 0 | 4 | 17 | 14 | +3  |                                        |     | 2–0 | 3–1 | 2–3 | —   | 4–0 |
| 5   | Araguari            | 0   | 8 | 0 | 0 | 8 | 1  | 33 | −32 |                                        | 0–7 | 0–6 | 0–5 | 0–2 | —   |     |

### Índice Técnico
| Pos | Grp | Equipe                   | Pts | J  | V | E | D | GP | GC | SG  | Classificado                           |
| --- | --- | ------------------------ | --- | -- | - | - | - | -- | -- | --- | -------------------------------------- |
| 1   | C   | Paracatu                 | 14  | 8  | 4 | 2 | 2 | 18 | 6  | +12 | Classificados para as Quartas de Final |
| 2   | A   | América de Teófilo Otoni | 13  | 8  | 4 | 1 | 3 | 9  | 6  | +3  | Classificados para as Quartas de Final |
| 3   | B   | Inter de Minas           | 15  | 10 | 4 | 3 | 3 | 19 | 17 | +2  |                                        |

## Fase Final
Em itálico, as equipes que disputaram a primeira partida como mandante. Em negrito, as equipes classificadas.
|  | Quartas de final              | Quartas de final              | Quartas de final              | Quartas de final              |       |                  | Semifinais                     | Semifinais                     | Semifinais                     | Semifinais                     |  |            | Final               | Final               | Final               | Final               |  |  |
|  | 26 de outubro a 4 de novembro | 26 de outubro a 4 de novembro | 26 de outubro a 4 de novembro | 26 de outubro a 4 de novembro |       |                  | 9 de novembro a 18 de novembro | 9 de novembro a 18 de novembro | 9 de novembro a 18 de novembro | 9 de novembro a 18 de novembro |  |            | 24 e 28 de novembro | 24 e 28 de novembro | 24 e 28 de novembro | 24 e 28 de novembro |  |  |
|  |                               |                               |                               |                               |       |                  |                                |                                |                                |                                |  |            |                     |                     |                     |                     |  |  |
|  | Guarani-MG                    | 0                             | 3                             | 3                             |       |                  |                                |                                |                                |                                |  |            |                     |                     |                     |                     |  |  |
|  | América de Teófilo Otoni      | 1                             | 0                             | 1                             |       |                  |                                |                                |                                |                                |  |            |                     |                     |                     |                     |  |  |
|  | América de Teófilo Otoni      | 1                             | 0                             | 1                             |       | Guarani-MG (pen) | 1                              | 0                              | 1 (4)                          |                                |  |            |                     |                     |                     |                     |  |  |
|  |                               |                               |                               |                               |       | Guarani-MG (pen) | 1                              | 0                              | 1 (4)                          |                                |  |            |                     |                     |                     |                     |  |  |
|  |                               | Paracatu                      | 1                             | 0                             | 1 (3) |                  |                                |                                |                                |                                |  |            |                     |                     |                     |                     |  |  |
|  | Coimbra                       | Paracatu                      | 1                             | 0                             | 1 (3) | 1                | 0                              | 1                              |                                |                                |  |            |                     |                     |                     |                     |  |  |
|  | Coimbra                       |                               |                               |                               |       | 1                | 0                              | 1                              |                                |                                |  |            |                     |                     |                     |                     |  |  |
|  | Paracatu                      | 1                             | 1                             | 2                             |       |                  |                                |                                |                                |                                |  |            |                     |                     |                     |                     |  |  |
|  | Paracatu                      | 1                             | 1                             | 2                             |       |                  |                                |                                |                                |                                |  | Guarani-MG | 2                   | 3                   | 5                   |                     |  |  |
|  |                               |                               |                               |                               |       |                  |                                |                                |                                |                                |  | Guarani-MG | 2                   | 3                   | 5                   |                     |  |  |
|  |                               | Uberaba                       | 1                             | 0                             | 1     |                  |                                |                                |                                |                                |  |            |                     |                     |                     |                     |  |  |
|  | Tupynambás (pen)              | Uberaba                       | 1                             | 0                             | 1     | 0                | 1                              | 1 (4)                          |                                |                                |  |            |                     |                     |                     |                     |  |  |
|  | Tupynambás (pen)              |                               |                               |                               |       | 0                | 1                              | 1 (4)                          |                                |                                |  |            |                     |                     |                     |                     |  |  |
|  | Contagem                      | 0                             | 1                             | 1 (3)                         |       |                  |                                |                                |                                |                                |  |            |                     |                     |                     |                     |  |  |
|  | Contagem                      | 0                             | 1                             | 1 (3)                         |       | Tupynambás       | 0                              | 0                              | 0                              |                                |  |            |                     |                     |                     |                     |  |  |
|  |                               |                               |                               |                               |       | Tupynambás       | 0                              | 0                              | 0                              |                                |  |            |                     |                     |                     |                     |  |  |
|  |                               | Uberaba                       | 1                             | 1                             | 2     |                  |                                |                                |                                |                                |  |            |                     |                     |                     |                     |  |  |
|  | ESSUBE                        | Uberaba                       | 1                             | 1                             | 2     | 0                | 1                              | 1 (2)                          |                                |                                |  |            |                     |                     |                     |                     |  |  |
|  | ESSUBE                        |                               |                               |                               |       | 0                | 1                              | 1 (2)                          |                                |                                |  |            |                     |                     |                     |                     |  |  |
|  | Uberaba (pen)                 | 1                             | 0                             | 1 (4)                         |       |                  |                                |                                |                                |                                |  |            |                     |                     |                     |                     |  |  |